# Griswold, Iowa
Griswold är en ort i Cass County i Iowa. Vid 2010 års folkräkning hade Griswold 1 036 invånare.

## Kända personer från Griswold
- Neville Brand, skådespelare